# 桃太郎電鉄 〜昭和 平成 令和も定番!〜
『桃太郎電鉄 〜昭和 平成 令和も定番!〜』（ももたろうでんてつ しょうわ へいせい れいわもていばん!）は、2020年11月19日に日本のコナミデジタルエンタテインメント（以下：KDE）より発売されたNintendo Switch用ゲームソフトであり、「桃太郎電鉄シリーズ」の通算23作目である。
2019年9月5日配信の『Nintendo Direct 2019.9.5』にて発表された。「桃太郎電鉄」シリーズとしては前作『2017』（3DS）以来4年ぶり、据置型ゲーム機としては『2010』（Wii）以来11年ぶりの完全新作であり、シリーズ初のNintendo Switch向けタイトルでもある。また、かつてシリーズを展開していたハドソンはKDEに吸収合併されており、かつ『2017』は任天堂へライセンスアウトして発売したため、KDEから発売されるオリジナルのシリーズ作品としては本作が初である。
ゲームシステムについては、前作『2017』で非実装であったオンライン対戦に対応し、通信プレイ中にほかのプレイヤーとコミュニケーションをとれる機能として「スタンプを送る」が追加された。
2023年1月24日には本作のゲーム性を活かして、地理や経済などを学ぶデジタル教材『桃太郎電鉄 教育版 Lite 〜日本っておもしろい！〜』が学校教育機関向けにサービス開始された。
2024年10月4日、同年12月12日にアジア8か国・地域でも本作を発売することを発表した。アジア7か国・地域向けの「Asia Edition」と韓国向けの「Korea Edition」を発売し、アメリカドルや人民元など、計13種類のゲーム内通貨から選んで遊ぶことが出来るとしている。

## 開発
開発はインファイトが行い、総監督・ゲームデザインはさくまあきらが務めた。
本ゲームを4年ぶりに復活させた理由について、さくまは「桃鉄の制作から一度退いたものの、物件を入れ忘れたり、イベントを行っていないなどの後悔ばかりが浮かんできたので、もう一度、悔いのない『桃鉄』を作りたいとKDEに申し入れた」と説明している。
副監督に桝田省治、統括プロデューサーに岡村憲明が参加。キャラクターデザインにはこれまで「桃太郎シリーズ」の全作品に携わっていた土居孝幸に替わり、『スーパーボンバーマン R』などを手掛けた竹浪秀行が起用された。また、ゲストデザイナーとして川島明、万乗大智、田森庸介、かすやたかひろ、ふるかわともこが前作より続投し、名産怪獣や歴史ヒーロー、一部イベントのキャラクターのデザインを担当した。さらに「ビッグボンビー」のデザイナーとしてありがひとしが参加。また、副監督を務めた桝田はキャラクターデザイナーを交代させた理由について、土居がバンダイナムコエンターテインメントのNintendo Switch用ボードゲーム『ビリオンロード』を手掛けることになり、オリジナルからある程度の距離を置きつつも劣化と揶揄されず個性を保てるデザインが必要だったためだと自身のTwitterの中で説明している。
音楽制作スタッフについても『X』以降シリーズに携わってきた池毅が外れ、前山田健一と樹原孝之介を新たに起用している。

## 評価

### 発売前
竹浪秀行がキャラクターデザイナーとして起用することが報じられた際、一部のファンからは戸惑いの声や否定的な意見が上がった。

### 批評
ファミ通のジゴロ☆芦田と、くしだナム子は、本作で新たに追加された要素のおかげで「新鮮味」があり、「古くささを感じさせない点が見事」だと評価した。Nintendo Lifeはメニューからゲームの解説書にすぐにアクセスできることを評価した。
ファミ通の戸塚伎一は操作方法について「かゆいところにもう少しで届かない不便さ」があるとした。

### 売上
新型コロナウイルスの影響に伴う、巣ごもり需要の追い風に加え、コラボ番組の放映やYouTuberなどによる動画配信もあり、発売から初週で累計販売本数（ダウンロード版を含む）が50万本を達成。同年12月には123.3万本、2021年2月には250万本、2021年6月には300万本の出荷を達成し、シリーズ最大の売り上げとなった。
2023年12月21日時点で累計販売本数が400万本を超えた。
2025年8月に公開された『桃太郎電鉄2 〜あなたの町も きっとある〜 東日本編＋西日本編』公式サイトでは、450万本を超えたと記載されている。

### 動画配信
2021年2月にKDEはユーザーがYouTubeに投稿した本ゲーム関連動画の総再生回数が1億4,500万回を超えたことを発表した。

### 受賞・ランキング
2021年10月2日に、「日本ゲーム大賞2021」が発表され、「優秀賞」と「ベストセールス賞」の二冠を達成した。同年11月3日に、日経BP（日経トレンディ）から「2021年ヒット商品ベスト30」が発表され、14位にランクインした。

## ゲームモード

### ひとりで桃鉄
人間1人とCOMキャラ2人で対戦する1人用モード。
いつもの桃鉄
1 - 100年から好きな年数を設定してプレイし、総資産を競う。所持金1000万円を持って東京からゲームが開始する。
桃鉄10年トライアル!
「ひとりで桃鉄」専用のゲーム。COMキャラのエンマと妖鬼妃を相手に10年間プレイし、総資産の全国ランキングに挑戦する。基本ルールは「いつもの桃鉄」と同様だが、一部のイベントが発生しない。成績はNintendo Switch Onlineへ加入することでランキングに登録することができる。本モードは据え置きハード対応の『16』（Wii・Xbox 360）と『2010』以来の搭載となった。
2021年4月22日のVer 1.2.0アップデートに伴い、「桃鉄10年トライアル!」のルールが改定された。シーズンごとに特殊なルールが設けられる。
2021年冬季（ゲーム発売 - 2021年4月22日）
いつもの桃鉄を基本とした10年対戦。ただし歴史ヒーローなど、登場しないイベントもある。ダビングカード等を用いる方法で資産を増殖するテクニックが存在していた。
2021年春季（2021年4月22日 - 7月20日, 2022年3月24日 -）
房総半島のナイスカード駅の削減、「ダビングカード」の調整（4億6000万円への価格の値上げ、「ダビングカード」使用時にターンを消費するように変更。出現するカード種類も減り、前季に存在するテクニックが使えなくなった。2022年春季からはこのルールの10年トライアルが復活している。
2021年夏季（2021年7月20日 - 12月2日）「桃太郎ランド争奪戦」
桃太郎ランドの価格が100億円と大幅に割り引かれ、10年の間にも手の届くようになった。また、岡山駅の物件の収益率が通常の桃鉄の4倍、その他岡山県内の物件は2倍となり、桃太郎ランドを購入することで多額の収益が得られる。岡山駅到着時の援助金も4倍（連続到着ボーナスも4倍）となった。
2021年冬季（2021年12月2日 - 2022年3月24日）「5年でKINKI KING」
タイトルの通り、10年トライアルモードであるが今季は5年での対戦となる。近畿地方にフォーカスした内容で、スタート地点は京都、所持金は1億円。近畿地方2府5県の県庁所在地の物件の収益率が4倍、その他の近畿の物件の収益率が2倍、また近畿内での目的地の援助金が4倍となる。目的地設定も近畿が多くなるが、その他の地方に目的地が設定されることも多い。
桃鉄3年決戦!
3年間プレイし、総資産を競う。基本ルールは「いつもの桃鉄」と同様だが、所持金1億円と最初から「急行周遊カード」「ぶっとびカード」を1枚ずつ持って東京からゲームが開始する。また「いつもの桃鉄」とはプラス駅、マイナス駅、目的地到着時の援助金などの金額が高く、1年目でも貧乏神がキングボンビーに変身する場合がある。BGMは「トンキチ3年決戦!」（前山田健一作曲）。
ももクロ桃鉄
2021年12月からの桃鉄GP開催に合わせ、桃鉄GP以外のオフライン対戦でも桃鉄GPルールでの試合を行える。
汽車の色が、ももいろクローバーZのメンバーカラーのピンク・赤・紫・黄となり、色と打順に関係なくなる。
貧乏神の変身パターンにサンタボンビーが追加。ビッグボンビーの逆で、プラスの所持金をサイコロの目の分だけ倍増してくれる、利益系のボンビーとなる。本仕様ではビッグボンビーには変身しない。
目的地到着時、ももクロメンバーが目的地で出迎えてくれる「ももクロ駅」になっている場合があり、獲得できる援助金が2倍になる。
結果発表曲「激闘の末に」に詞が付き、ももいろクローバーZが歌唱する。
宝くじ駅で得られる金額が通常の3年決戦より大幅に低い、キングボンビーの奪う金額が大きくなるなど、ゲームバランスの調整が行われている。
2022年3月24日のシーズンアップデートでいったん終了したが、その後のver1.6.0のアップデートで復活した。
Jリーグへ行こう！桃鉄で！
2022年7月からの当ゲームとJリーグとのコラボレーション企画のモード。目的地となるのはJリーグ58クラブであり、そのホームスタジアムに相当する駅が行先となる。
例えば川崎フロンターレであれば通常の物件駅である川崎だが、名古屋グランパスは豊田であるなど、あくまでスタジアム準拠となっている。また、鹿島アントラーズが土浦の1つ上の青マスであるなど、目的地は必ずしも物件駅ではない（ただし赤マスが目的地となるケースはない）。目的地候補の駅は常時Jリーグのロゴが表示されており、目的地となると通常の目的地アイコンに加え、その対象クラブのエンブレムがJリーグロゴに代わって表示される。
貧乏神の悪行のクイズが、Jリーグクラブ名の地域名を答えるものに変更。
宝くじ駅の金額が低いのはももクロ桃鉄同様であるが、キングボンビーの奪う金額は通常レベルに戻る。ただし悪行の発生率が変更され、特にカード強制購入の発生率が高い。
ひとりで桃鉄・みんなで桃鉄・及び桃鉄GPでは、目的地に到着したプレーヤーには「Jボール」が与えられる。その「Jボール」を次の目的地に持ち込むことができれば、その際の到着金が4倍となる（連続到着ボーナス・虎につばさカードの効果も4倍となる）。「Jボール」は貧乏神同様、他のプレーヤーとすれ違うことで所持者が移動する。3年目に入ってから最初の目的地到着後は必ず、以降ゲーム終了まではランダムで「金のJボール」が与えられ、この金のJボールの場合は到着金が10倍となる。
10年トライアルではJボールは登場しないが、目的地到着時に到着回数×2億円がボーナスで加算される。

### みんなで桃鉄
1台のSwitch本体とゲームソフトを使用し2 - 4人で対戦するモード。「いつもの桃鉄」「桃鉄3年決戦!」をプレイできる。『2010』『タッグマッチ』と同様、「人間2人＋COM2人」や「人間3人＋COM1人」の選択も可能。なお、『20周年』から『2017』と同様に人間1人でCOMキャラ3人と対戦したい場合は、このモードでゲームを開始してからゲーム中の「その他」コマンドでプレイヤーの設定を変更する必要がある。

ちかくで桃鉄
近くにいるプレイヤーとローカル通信を利用して2 - 4人で対戦するモード。「いつもの桃鉄」「桃鉄3年決戦!」をプレイできる。人数分のSwitch本体とゲームソフトが必要。フレンド以外とも対戦できる。

ネットで桃鉄
インターネットを利用して2 - 4人で対戦するモード。人数分のSwitch本体とゲームソフト、インターネットへ接続できる環境と「Nintendo Switch Online」への加入が必要。つぎの2つのモードで対戦相手を募集でき、「フレンドと対戦!」「ゲストと対戦!」では「いつもの桃鉄」「桃鉄3年決戦!」の2つのルールをプレイ可能。なお、ゲーム開始前のプレイ年数などの設定はメンバーを募集しているリーダー役のプレイヤーが行う。「桃鉄GP」は「桃鉄3年決戦!」のルールで行い、マッチングされた3人で対戦する。
フレンドと対戦!
Switch本体に登録しているフレンド同士でマッチングして対戦する。「部屋番号」を設定し、特定のフレンドのみ募集して対戦することも可能。
ゲストと対戦!
ソフト発売後のアップデートVer 1.1.0で追加。メンバーを募集するプレイヤーが10桁までのパスワードを設定して部屋を開き、対戦相手を募集できる。フレンド以外のプレイヤーともマッチングして対戦が可能。

### 桃鉄GP（期間限定）
ソフト発売後のアップデートVer 1.3.0で追加。ランダムマッチで全国のプレイヤーと4部門のランキングを競い日本一を目指す。1試合につきランダムでマッチングされた3人で対戦し、人数が足りない場合はCOMの「雷神」が参加する。ルールはそれぞれのシーズンにより異なる。
桃鉄GP 2021夏（2021年7月16日 - 8月31日）
基本ルールは「桃鉄3年決戦!」と同じだが、房総半島のナイスカード駅が削減され、カード売り場「三宅島」で販売されるカードが変更されている。「桃鉄GP 2021夏」期間中の2021年8月16日に配信されたされたVer1.3.1において、プレイヤーターン1回につき180秒の時間制限が設けられ、対戦を完走した際のボーナスマイルプレゼント、途中で切断した場合に60分間エントリーできなくなるペナルティが追加された。期間中に6回以上対戦完了すると、ランキングに登録することができる。
桃鉄GP 2021冬 ももクロ×サンタ杯 ももクロがサンタを連れてやってくる!（2021年12月2日 - 2022年1月11日）
上記ももクロ桃鉄ルールでの対戦を行う。ランキング登録条件は3戦以上。

## 前作からの変更点

### 主な変更点や追加点
- 『X』以降シリーズに携わってきた池毅[注 10]が音楽制作から外れたため、タイトル曲「それいけ!桃鉄」をはじめとした、池毅作曲の定番BGMが新規のもの・既存のものに変更された。
- 過去のシリーズ作品に比べ、公式にアナウンスされた不具合、不具合修正・機能改善のアップデートが特に多い[注 16]。また、本作と開発体制に似通った点のある[注 17]『スーパーボンバーマン R』同様においても同様の事例が見られる。過去に修正された本作の不具合については#ゲーム内容の更新を参照。
- 『11』から赤色に統一されていた「桃太郎電鉄」のロゴのカラーリングが桃色に変更された。
- 『11』から統一されていた、据置機向けタイトルにおけるメッセージウィンドウなどのユーザインタフェースのデザインが変更された。
- 『11』からマップや貧乏神などに使用されているCG描写である、トゥーンシェーディングによる描写が全面的に廃止された。
- 『X』から統一されていた[注 18]、決算画面の「決算」の文字が新規のデザインに変更された。
- スタッフロールのスペシャルサンクスから「桃鉄研究所のみなさん」[注 19]が削除された。
- 「いけるかな」コマンド（効果自体は『16』から『WORLD』の「いけますよ!」と同一）と『WORLD』『2017』に登場の「空いてます」「買えるかな」コマンドが融合された形となった（行ける駅が光ったうえで、今ある持ち金で買える物件やカードが売っている物件駅やカード売り場駅の上には「￥」マークが記され、さらに独占できる物件駅では￥マークがピカピカ光って回る）。
- 月初めのカレンダー表示が簡易表示のみとなり、カレンダーイラストが廃止された。携帯電話・DS・3DS向けタイトルでのみ同様の仕様が取られていたが、据置機向けタイトルとしては月初めのカレンダーイラストが表示されないのは『初代』以来[注 20]。
- カード袋が「急行系」「便利系」に分かれておらず、1人につき同時に8枚までカードを所持できる。『7』より進行系（『16』より急行系）・便利系にグループ分けされてからも、携帯電話及びDS・3DS 向けタイトルでのみ同様の仕様がとられていたが、据置機向けタイトルとしては『HAPPY』以来のカード袋の統合（分類廃止）となった。
- 旧作にあった通信対戦するモードの名称である「ワイヤレスで対戦!」「Wi-Fiで対戦!」の表記が「ちかくで桃鉄」「ネットで桃鉄」の表記に改称された[注 21]。
- 『2017』には搭載されなかったオンライン対戦機能が本作で復活したが、当初は『20周年』『2010』『WORLD』とは違い、見知らぬプレイヤーとのオンライン対戦には非対応だった。Ver 1.1.0以降ではパスワードを設定する事で対戦可能な「ゲストと対戦!」モードが追加された。
- 『2010』にオンラインフレンド対戦限定で存在した、1台のゲーム機に3人まで登録できる機能[注 22]が廃止され、オンライン対戦を行うのに人数分のゲーム機本体とソフトが必要になった。
- 『16 GOLD』（Xbox 360）以来のHD解像度対応タイトルとなった。
- 「桃鉄10年トライアル!」の対戦相手がエンマと妖鬼妃に変更された（『16』『2010』ではあしゅらと風神）。
- オンラインプレイ中に他のプレーヤーとのコミュニケーションを取るための機能[注 23]としてスタンプ機能が実装された。
- サイコロを降って移動中でも画面左下に目的地までの残りマス数が表示されるようになった。また、目的地までの残りマス数が1から6だと数字が黄色文字で表示されるようになった。
- 「いつもの桃鉄」モードに限り、決算時の「発展の記録」のグラフが表示されなくなった。Ver 1.1.0以降で過去作と同じくグラフが表示されるように変更された。
- 銀河鉄道の銀河駅でもらえるお金がプラス駅でもらえる金額の5倍になった（前作までは3倍）。
- 1つの物件駅に用意されている物件数が初期の作品と同じ最大8件に戻された。
- 貧乏神が航路を移動する際は笹舟を使用するようになった（土居のデザインでは浮き輪を使用していた）。また、キングボンビーが航路を移動する際は水車を（土居のデザインでは肩まで海に浸かったまま歩く）、空路を移動する際は神輿を使用している（土居のデザイン及び『2017』ではマントを使用）。
- 貧乏神が取り付いているプレイヤーが操作中に、貧乏神がプレイヤーがいる地域によって様々な行動を取るようになった（例えば、冬の北海道では寒さで震える、長崎ではカステラを食べるなど）。
- 貧乏神の物件を売る悪行を防ぐ「おまもりカード」が廃止され、おまもりカード発動時の貧乏神のセリフ「えのっぴドゥー[注 24]」も削除された。
- 今作では「損害保険カード」と「保険会社」の物件が登場しないが、災害イベントの発生確率がかなり下げられた。
- 「ダビングカード」で「ゴールドカード」の複製が可能になった。
- 前作に登場したCOMキャラのうち「天邪鬼」と「ラッ鬼」が削除され、代わりに「雷神」と「エンマ」が復活した。特に雷神は『X』から『12』以来の登場であり、性格も『11』『12』の特徴を引き継ぎ、攻撃系カードを多用する。階級は『X』『12』と同じく七段。絶好調になるとサイコロが年数に応じて2 - 4個になり、カミナリ攻撃で他のプレイヤーから持ち金を奪う。なお、雷神が絶好調の時のBGMは新曲の「雷神絶好調/お金もらう攻撃」（前山田健一作曲）。
- 「ヘリポート駅」「物件飛びカード」「☆飛びカード」源義経の「八艘飛び」といった、複数の候補から移動先を選ぶ際、各移動先から目的地までの残りマス数が表示されるようになった。
- 「期間延長カード」や「オール6カード」といった一部のカードを強化するカードを使う場合、対象にならないカードが赤色の文字で表示されるようになった。
- 「地方へ!カード」が1回だけ使用できるカードに変更。従来の「地方へ!カード」の効果を持つカードは「地方へ!周遊カード」という、1枚で複数回使えることが分かる名称に変更された。
- 『16』を最後に廃止されていた「社長」以外の「役職」が、本作では「桃鉄10年トライアル!」のノルマの達成特典の形で復活している。ただし、いずれも「二段」から「鉄人」までがノルマに応じて解放される形となっており、役職と言うよりは段位を表したものとなっている[注 25]。また、このシステムは「いつもの桃鉄」「桃鉄3年決戦!」には適用されない。
- 鉄道省駅で販売されている鉄道路線の価格が再び跳ね上がり、一番安価な「中国四国鉄道」でも1兆円に値上がりした。
  - 大都会鉄道を購入した際に登場する電車が、奥からE233系7000番台、E353系、E531系、E233系0番台、E259系、E231系500番台、E235系0番台に変更された。下述の通り、高輪ゲートウェイ駅関係でJR東日本から許諾を得られたため、E353系のロゴとE259系の飛行機マークも再現できた。
- ボンビラス駅で引かされる「副賞」のルーレットの中に「ハズレ」が追加され、運が良ければ副賞を受け取らずに済むようになった。また有益なカードが副賞のルーレットに混ざるようになったが、絶対入手できない仕様になっている[注 26]。
- 廃止されたカード：「おまもりカード」「カード交換カード」「となりの芝生カード」「ラストデビルカード」「ぶっとばしカード」「すずめの涙カード」「レッドカード」「もしかしたらカード」「虎視眈々カード」「ラリーカード」「ブラックカード」

### イベントに関する変更点や追加点
- 本作に登場する「スリの銀次」の変装パターンは全て魚介類及び加工品となっている。変装パターンが全て人間以外となっているのはシリーズで初[注 27]。
- 『7』から登場していたラリーカードが廃止され、「八大〇〇を探せ！」イベントに変更。55年目と75年目の4月に全ての社長にスタンプカードが配られ、10年以内に対象の全駅を制覇すると、早い順に達成年の目的地到着金の5倍または10倍の報酬金が入手できるイベントとなった。今作のテーマは「八大うどん（55年目）」と「八大滝（75年目）」。
- ショッカーO野が開催するゲームイベントでは「出雲国引きレース」と「伊香保温泉石段駆け上がりレース」が登場。
- マップ上に「レインボー新幹線」が線路の点検のために現れることがある。レインボー新幹線は全員のターンが終わった後にサイコロを4 - 5個降って移動する。レインボー新幹線のいるマスに自分からぴったり重なると、次のターンに「超・絶好調」になれる（レインボー新幹線が自分のいるマスにぴったり止まっても超・絶好調にはなれない）。すでに絶好調の場合も超・絶好調になれる。超・絶好調になると通常の絶好調の効果に加えて、カードを使わなくてもサイコロが8個に増える[注 28]。現れてから8か月ほど経つとレインボー新幹線はいなくなり、全員の超・絶好調は終了する。
- 「テッテケテー」のイベントで、サイコロを1個ふって5か6が出れば目的地のそばへ連れて行ってくれるようになった（『2017』では6のみ）。
- 北浜の「あったらいいな製薬」を所有していると「ボムシュレッダー」を開発するイベントが発生。発生すると、以後この物件を所有するプレイヤーは「時限爆弾カード」を入手しても即座に消去できるようになる（「時限爆弾カード」を入手すると過去作に登場した「すずめの涙カード」の時限爆弾カード処理と同じ効果が自動的に発動する）。
- 千駄ヶ谷の「ラグビー場」を所有していると40年目以降の10月にラグビーW杯イベントが開催されるイベントが、1試合中2回まで発生する。プロ野球日本シリーズイベントと同様にミニゲームを行うが、それとは違い負けてもプレイヤーに臨時収入が発生し、勝った場合は追加で臨時収入が手に入る。
- 65年目の7月に東京五輪が開催されるイベントが発生する。開催されると東京、埼玉、神奈川、千葉、福島に物件を所有しているプレイヤーに莫大な臨時収入が発生する。
- 70年目の4月に大阪万博が開催されるイベントが発生する。開催されると11月の万博終了時に愛知、三重、滋賀、京都、大阪、兵庫、奈良、和歌山、岡山に物件を所有しているプレイヤーに莫大な臨時収入が発生する。
- 「リニア周遊カード」は前作までは歴史ヒーローの伊達政宗の効果によってのみ新規に入手できたが、今作では低確率でナイスカード駅やスーパーカード駅、50年目以降のカード売り場駅の高輪ゲートウェイ駅、特定のイベントでも手に入れられるようになった。
- 「食品日本一」イベントでの審査員が「クーネル・サンダース」から「マル・マルイ」に変更された。また、新たなイベントとして「ラーメン日本一」が登場した。11月に一定確率で発生し、ラーメン日本一に選ばれたラーメン屋の物件を所有しているプレイヤーは11月から翌年2月までの月の初めに臨時収入を得られる。

### マップに関する変更点
- 「ワープ駅」と「ぶっとび駅」が廃止され「ヘリポート駅」が初登場。ヘリポート駅に止まると他の11個のヘリポート駅からランダムで選ばれた4個のヘリポート駅のいずれかを選んでそこに飛ぶことができ、ワープ駅やぶっとび駅と同様にその場にとどまることもできる。ワープ駅とは異なり、使用しても持ち金が0円にならない。また、持ち金がマイナスのときにヘリポート駅に止まると、他のヘリポート駅に飛ぶ・その場にとどまるにかかわらず、持ち金が一定確率で0円になる。
- 前作で専用デザインとなっていた県庁所在地の物件駅が、通常の物件駅のデザインと同一となった。
- 四万十川駅、カード売り場の中村駅、ナイスカード駅の宿毛駅が高知駅 - 宇和島駅ルートから独立した。その関係で物件駅の土佐清水駅が初登場。
- 北海道に1989年4月30日に廃線された標津線が新たに追加された。その関係で物件駅の羅臼、斜里、中標津、別海が初登場。
- 本州と四国を結ぶルートとして瀬戸内しまなみ海道が新たに追加された。その関係で物件駅の生口島と大三島が初登場。代わりに、大分港 - 八幡浜港間の九州と四国を結ぶ航路が廃止された。
- 9年目の4月に、鉄道省駅の下にあるカード駅がカード売り場駅の「高輪ゲートウェイ駅」に変化する[注 29][34]。最初は4種類のカードしか売っていないが、年数が経つにつれて売っているカードの種類が増える。

### マイレージサービス
2021年4月22日のVer 1.2.0アップデートで追加。「桃鉄10年トライアル!」「ネットで桃鉄」のいずれかをプレイすると、最後の結果発表でプレイ年数分に応じてマイルが貯まる。貯まったマイルは「マイル交換ショップ」で様々な商品と交換できるほか、「ふるさとマイレージ」で好きな都道府県にマイルを寄付できる。
マイル交換ショップ
貯まったマイルを「役職」「キャラスタンプ」「SL」などの商品と交換できる。

ふるさとマイレージ
シーズンごとに全国のプレイヤーから寄付された都道府県別のマイルの合計を競う。シーズン終了時に集まったマイル上位5つの都道府県に、後のアップデートでマップ上や目的地到着時の背景に記念碑（その地域を代表する特産品やランドマークなど）が建つようになる。

## 初登場の要素

### カード
ロイヤルEXカード
『2017』に登場した「グランクラスカード」が改名されたもの。効果も同じで、サイコロを6個ふって出た目の合計移動でき、何回か使える。

連帯保証人カード
このカードを持ったプレイヤーの持ち金がマイナスになった時自動で効果が発動し、持ち金が0円までしか減らず、残りの借金を他のプレイヤー1人に1回だけ肩代わりしてもらうことができる。肩代わりしてもらう相手は自分で決められず、ランダムに選ばれる。

6大都市カード
札幌、東京、横浜、名古屋、大阪、福岡（博多）のいずれかを選んでぶっとべるカード。何回か使える。『III』に登場した「ちばばカード」がリニューアルされたカード。

1が出るまでカード
入手すると、翌月からターンの最初にサイコロを1個振って1が出るまで通常行動ができなくなる。1が出るとこのカードは消滅し、通常行動が可能になる。使ったり捨てたりすることはできない。
携帯版で登場していた従来の「6が出るまでカード」が改名・効果の出る目が変更されたカード。

指定うんち!カード
従来の「指定うんちカード」が改名されたカード。効果も従来の「指定うんちカード」と同じで、好きなマスにうんちを1個落とすことができる。ただし、カード使用時のBGMは前述の通り変更されている。
スペシャルズカード
「スペシャルカード」の効果が何回か使える、「スペシャルカード」の周遊系カード（『2010』『タッグマッチ』に登場する「スペシャルセット3」（スペシャルカード3回分の効果）とは異なる）。

孤軍奮闘カード
他のプレイヤーに加勢している「歴史ヒーロー」全員の活動を3年間停止できる。
携帯版でも登場しているがメインタイトルとしては初登場。

### キャラクター

#### ボンビー
ビッグボンビー
小豆色の体に、頭に地球儀を乗せたキャラクター。取りついているプレイヤーの借金をサイコロの目だけ倍にする。出目が1だった場合は持ち金に変化はない。取り憑いているプレイヤーの持ち金がプラスの場合は強制的に貧乏神に戻る。持ち金にしか影響を与えないゲストボンビーはビッグボンビーが初めてである 。テーマ曲は「奈落のビッグボンビー」（関口和之作曲）。関口がゲストボンビーの曲を担当するのは『15』のギーガボンビー以来であり、新ゲストボンビーの曲を担当するのは『G』のピヨピーのテーマ曲以来。Ver.1.2.0以降では、取りつかれている間「徳政令カード」が使用不能になるようになったが、これはボンビーの悪行内容がアップデートにより変更・調整されたシリーズ初の例である。

キングボンビーJr.ポコン
キングボンビーの息子で、父からハリケーンの舞を伝授してもらっている。『12』から『WORLD』に登場していた「ハリケーンボンビー」や、『2017』のキングボンビーの物件飛ばしモードのように、取りついているプレイヤーの物件をハリケーンで吹き飛ばし、吹き飛ばした物件の所有権を白紙に戻す。舌足らずなセリフが特徴で、ハリケーンボンビーとは違い登場回数が浅いうちは1回に吹き飛ばす物件の数は1 - 2件と少ないが 、登場した回数が増えるにつれて吹き飛ばす物件数が増えてセリフも変更される。稀にまだためらいがあるといって何もしないことがある。BGMはキングボンビーの「悪夢のキングボンビー」の流用。他のボンビーのBGMの流用は『DX』『HAPPY』に登場していた「コマルン」のテーマ「パクパクコマルン」をミニボンビーに流用していた事例以来である。

デストロイ号
キングボンビーの最凶形態であり、キングボンビーがその汽車になったような風貌をしている。『7』『jr.』『15』に登場した「ギーガボンビー」のようにキングボンビーから派生して登場するのではなく、貧乏神が変身するシーンでキングボンビーが出た後にフェイントをかけて登場するため、実質的には貧乏神の変身パターンの1つである。今流行の豪華列車を使って自分も鉄道経営をしようと言いつつ、取り憑いているプレイヤーの汽車をくわえて行動する。この時、プレイヤーの駒が汽車ではないものに変化していた場合、その駒の特殊効果は失われ、通常の汽車に戻る。サイコロを3 - 4個振り、出た目の数だけ強制移動させられ、さらに通った物件駅や通ったマス周辺の物件駅にある物件を燃やす（鉄道省駅は燃やさない）。燃えた物件の所有権は白紙に戻る。被害の大きさには「全物件が壊滅」「甚大な被害」「一部に被害」「軽微な被害」の4段階あり、それぞれ所有権が白紙になる物件数が違う。デストロイ号の悪行によって進んだ場合は他のプレイヤーがいるマスを通ったり他のプレイヤーにピッタリ重なったりしてもなすりつけは起こらないほか、目的地に入っても到着扱いにはならない。デストロイ号は取り憑いているプレイヤーの物件駅を狙うとは限らず、対象駅の物件を所有者を問わず無差別に燃やすため、状況によっては他のプレイヤーの被害の方が大きくなる可能性もある。ちなみに、デストロイ号に変身後5年間は再度デストロイ号に変身することはなく、さらに変身後2年間はキングボンビーにも変身しない。なお、貧乏神の変身形態で「ボンビー」という言葉が付かないのは『G』に登場したピヨピー以来である。
なお、副監督である桝田のTwitterによれば、32年目以降はこの形態には変身しないよう設定されていることが明かされている。BGMは「悪魔のデストロイ号」（前山田健一作曲）。今作よりスタッフとして参加した前山田が手掛けた唯一のボンビー系BGMとなっている。

#### 名産怪獣
本作に登場する「名産怪獣」のデザインは全て田森庸介が担当をしている（正確には前作『2017』で初登場した名産怪獣は同じデザインが使用されており、『タッグマッチ』以前より続投している怪獣はデザインが変更されている）。
分け目怪獣セキガハーラ
岐阜駅の左隣のマイナス駅に止まると一定確率で出現。関ヶ原の戦いにちなみ、「東軍」「西軍」どちらにつくか聞かれ、東軍についたなら東の、西軍についたなら西のいずれかの物件駅へ飛ばされる。飛ばされる距離はランダム。出現したら断ることはできないため確定で飛ばなければならない。

提灯怪獣トラフグラ
下関駅に止まると一定確率で出現。サイコロを1個振って1を出すと所持金とカードを全部失う。

森の怪獣バッサイダー
新宮駅が目的地ではない時に農林物件を6つ以上持っていると一定確率で出現。サイコロを2個から3個振って出た目の合計数の農林物件を失う。どの農林物件を失うかはランダム。

魅了怪獣メロメロン
8年目以降にカードを4枚以上所持した状態で夕張駅に止まると一定確率で出現。所持しているデビル系カード以外の全カードを他の社長に配ってしまう。

知床怪獣クリオネンネー
12月から2月の間に網走 - 斜里間のカード駅に止まると一定確率で出現。止まった社長を3か月から6か月の間冬眠させて行動不能にする。

### 楽曲
関口和之作曲
- 奈落のビッグボンビー
- 萌える秋
- へい!おまちNo.1
- うれしい臨時収入!
- 豪速球の星[注 37]
- ニョキニョキ!
- ニッポン・スバラシイネー!
- ハロー・カム・オン
- 八大JAPAN達成!
- いまから絶好調!
- カードをつかえ!
- ショッカーO野/こっち来い!
- 令和も桃鉄!
- ボンビラス星へようこそ!
- やってきました、ショッカーO野!
- さくま鉄人絶好調/さらに!さらに!さらに
- ジンベイザメの見た夢
- 寒い町の悲劇
- 詫び&サビー
- 夜のミリオンダラー
- 19回目のレインボー
- 青い空と白い雲

前山田健一作曲
- 泣け!ナマハーゲン
- 悪魔のデストロイ号
- ピーチ・エレクトリック・パレード
- トンチキ3年決戦!
- 妖鬼妃絶好調/お手やわらかに!
- 餓鬼絶好調/食品物件は買えないよ!
- 雷神絶好調/お金もらう攻撃
- えんま絶好調/集まれ鬼属
- 激闘の末に!

樹原孝之介作曲
- ボンビラス星/正解
- ボンビラス星/不正解
- 正義と勇気

## 登場駅
- 凡例

（初）：今作で初登場の駅
（変）：これまでの作品では別の種類の駅だった駅
（再）：過去の作品に登場したが一度廃止され、今作で復活した駅
（途）：イベントなどで途中から出現する駅

### 物件駅（339駅）
太字：目的地候補の駅
北海道（53駅）
- 稚内
- 礼文
- 利尻
- 浜頓別
- 天塩
- 名寄
- 興部
- 紋別（初）
- 留萌
- 和寒
- 北見
- 羅臼（初）
- 増毛
- 旭川
- 上川
- 遠軽（初）
- 美幌（初）
- 網走
- 斜里（初）
- 美瑛
- 富良野
- 陸別（初）
- 阿寒
- 摩周（初）
- 中標津（初）
- 砂川
- 別海（初）
- 余市
- 小樽
- 札幌
- 足寄（初）
- ススキノ
- 夕張
- 定山渓（初）
- 根室
- ニセコ
- 釧路
- 厚岸
- 長万部
- 洞爺湖
- 芽室（初）
- 帯広
- 池田
- 登別
- 苫小牧
- 中札内
- 室蘭
- 八雲
- 森
- 襟裳
- 江差
- 函館
- 松前

東北（41駅）
青森県（13駅）
- 大間
- 竜飛
- むつ
- 五所川原
- 菜の花
- 金木（初）
- 青森
- 弘前
- 黒石
- 三沢
- 田子
- 八戸
- 三戸

秋田県（3駅）
- 角館
- 横手
- 秋田　

岩手県（7駅）
- 盛岡
- 久慈
- 花巻
- 遠野
- 釜石
- 平泉
- 大船渡

宮城県（8駅）
- 気仙沼
- 鳴子
- 登米
- 石巻
- 女川
- 仙台
- 名取
- 松島

山形県（5駅）
- 天童
- 山形
- 鶴岡
- 酒田
- 米沢

福島県（5駅）
- 福島
- 喜多方
- 会津若松
- 郡山
- いわき

関東（49駅）
茨城県（5駅）
- 水戸
- ひたちなか（初）
- 北茨城（初）
- 笠間
- 土浦

栃木県（3駅）
- 宇都宮
- 那須
- 栃木

群馬県（5駅）
- 草津
- 沼田
- 高崎
- 前橋
- 桐生

埼玉県（4駅）
- 深谷
- 熊谷（初）
- さいたま
- 秩父（初）

東京都（17駅）
- 上野
- 浅草
- 大久保
- 秋葉原
- 八王子
- 新宿
- 後楽園
- 東京
- 日本橋
- 千駄ヶ谷（初）
- 銀座
- 品川（初）
- 原宿
- 渋谷
- 伊豆大島
- お台場
- 八丈島（変）

千葉県（7駅）
- 千葉
- 船橋
- 銚子
- 鴨川
- 佐原
- 幕張
- 館山

神奈川県（8駅）
- 中華街（初）
- 横浜
- 川崎
- 箱根
- 鎌倉
- 小田原
- 横須賀
- 湯河原

中部（56駅）
新潟県（8駅）
- 佐渡
- 村上
- 新潟
- 長岡
- 魚沼
- 湯沢
- 糸魚川
- 上越

富山県（4駅）
- 氷見
- 射水
- 高岡
- 富山

石川県（5駅）
- 香林坊（初）
- 和倉温泉　
- 茶屋街
- 金沢
- 小松

福井県（5駅）
- 東尋坊（初）
- 福井
- 鯖江
- 敦賀
- 小浜

岐阜県（5駅）
- 高山
- 岐阜
- 土岐
- 中津川
- 郡上

長野県（8駅）
- 長野
- 小布施
- 白馬
- 千曲
- 軽井沢
- 上田（初）
- 松本
- 駒ヶ根

山梨県（3駅）
- 小淵沢
- 甲府
- 富士吉田

静岡県（9駅）
- 静岡
- 富士宮
- 三島
- 熱海
- 修善寺
- 浜松
- 松崎
- 伊豆高原
- 下田

愛知県（9駅）
- 名古屋
- 栄
- 豊田
- 瀬戸（再）
- 名古屋港（初）
- 安城
- 岡崎
- 常滑
- 豊橋

近畿（42駅）
三重県（6駅）
- 伊勢
- 鳥羽
- 四日市
- 津
- 松阪
- 伊賀

滋賀県（4駅）
- 彦根
- 大津
- 近江八幡　
- 長浜

京都府（5駅）
- 福知山
- 嵐山
- 京都
- 祇園
- 舞鶴

大阪府（11駅）
- 吹田
- 大阪
- 門真
- 天保山
- なんば
- 北浜
- 京橋
- 天王寺
- 鶴橋
- 堺
- 岸和田

兵庫県（9駅）
- 有馬（初）
- 姫路
- 三田
- 赤穂
- 明石
- 神戸
- 淡路島
- 城崎
- 出石

奈良県（3駅）
- 奈良
- 橿原
- 五條

和歌山県（4駅）
- 和歌山
- 新宮
- 御坊
- 白浜

中国（28駅）
鳥取県（2駅）
- 境港
- 鳥取

島根県（7駅）
- 出雲
- 大根島
- 松江
- 安来
- 石見銀山
- 津和野
- 浜田（変）

岡山県（4駅）
- 日生
- 倉敷
- 岡山
- 蒜山

広島県（7駅）
- 宮島
- 広島
- 福山
- 呉
- 尾道（再）
- 鞆の浦（初）
- 生口島（初）

山口県（8駅）
- 下関
- 湯田温泉
- 山口
- 萩
- 仙崎
- 宇部
- 柳井
- 岩国（初）

四国（16駅）
徳島県（2駅）
- 徳島
- 鳴門

香川県（3駅）
- 坂出
- 高松
- さぬき

愛媛県（6駅）
- 大三島（初）
- 今治
- 四国中央
- 松山
- 道後
- 宇和島

高知県（5駅）
- 須崎
- 高知
- 安芸
- 四万十川
- 土佐清水（初）

九州（55駅）
福岡県（9駅）
- 秋月
- 博多
- 小倉
- 門司港
- 久留米
- 太宰府
- 飯塚
- 糸島（初）
- 中洲（初）

佐賀県（6駅）
- 有田
- 小城
- 佐賀
- 鳥栖
- 唐津
- 伊万里

長崎県（7駅）
- 佐世保
- 対馬
- 壱岐
- 五島
- 長崎
- 茂木
- 諫早

熊本県（5駅）
- 熊本
- 天草
- 八代
- 水俣
- 人吉

大分県（6駅）
- 別府
- 中津
- 日田
- 湯布院
- 大分
- 竹田

宮崎県（3駅）
- 西都
- 宮崎
- 都城

鹿児島県（8駅）
- 鹿児島
- 知覧
- 桜島
- 枕崎
- 鹿屋
- 奄美大島
- 屋久島
- 種子島

沖縄県（9駅）
- 大宜味
- 久米島
- 本部
- 名護
- 金武
- うるま（変）
- 那覇
- 宮古島
- 石垣島

海外・その他（1駅）
ホノルル

### カード売り場駅（31駅）
北海道（5駅）
- 士別
- 知床
- 弟子屈
- 岩見沢
- 浦河

東北（3駅）
- 恐山
- 宮古
- 新庄

関東（4駅）
- 日光
- 高輪ゲートウェイ（途）
- 大網
- 三宅島

中部（5駅）
- 珠洲
- 八尾
- 大月
- 木曽
- 佐久間

近畿（3駅）
- マキノ
- 綾部
- 尾鷲

中国（1駅）
- 益田（初）

四国（2駅）
- 新居浜
- 中村

九州（6駅）
- 高千穂
- 牛深
- 日向
- 飫肥
- 指宿
- 佐多

沖縄、薩南諸島（2駅）
- 赤嶺
- 糸満

### ヘリポート駅（12駅）
北海道（4駅）
- 猿払（変）
- 浜中（変）
- 千歳（変）
- 銭函（変）

関東（1駅）
- 高萩（変）

中国（2駅）
- 倉吉（変）
- 江津（変）

四国（2駅）
- 伊予（初）
- 室戸（変）

九州（2駅）
- 三角（変）
- 日南（変）

沖縄、薩南諸島（1駅）
- 首里（変）

### ダビング駅（6駅）
北海道（2駅）
- 日高
- 静内

沖縄、薩南諸島（4駅）
- 宜野湾
- 豊見城
- 南城
- 八重瀬

### 宝くじ駅（6駅）
北海道（2駅）
- 宗谷（変）（再）
- 五稜郭

関東（1駅）
- 木更津

中部（1駅）
- 下呂

九州（2駅）
- 佐伯
- 日之影

### 周遊駅（5駅）
北海道（1駅）
- せたな

近畿（4駅）
- 太地
- 那智
- 紀伊姫
- 串本

### カードバンク駅（1駅）
- 行橋（途）[注 45]

### 空港駅（7駅）
- 帯広空港
- 成田空港
- 中部空港
- 関西空港
- 宮崎空港
- 那覇空港
- ダニエル・K・イノウエ空港（ホノルル）

### フェリー乗り場駅（25駅）
北海道（4駅）
- 稚内港
- 鴛泊港
- 香深港
- 手宮港

関東（4駅）
- 竹芝港
- 元町港
- 三池港
- 底土港

中部（2駅）
- 新潟港
- 両津港

近畿（1駅）
- 岸壁港

九州（7駅）
- 厳原港
- 郷ノ浦港
- 呼子港
- 博多港
- 福江港
- 長崎港
- 枕崎港

沖縄、薩南諸島（7駅）
- 西之表港
- 宮之浦港
- 名瀬港
- 那覇港
- 兼城港
- 平良港
- 石垣港

## ゲーム内容の更新
本作は不具合修正やゲーム内容の調整を理由に、発売されて以降、定期的に更新されている。

### 2020年
- 発売日に行われたVer 1.0.2アップデートで「宝くじ駅」の当選確率と「シンデレラカード」の入手確率が調整された。
- Ver 1.0.2において、「桃鉄3年決戦!」で「絶好調カード」を利用すると、最後まで絶好調のままゲームが進行する不具合が存在した。発売元であるKDEは公式サイトで修正されるまでの間は、「桃鉄3年決戦!」では「絶好調カード」を利用しないか、「いつもの桃鉄」のみをプレイすることを対処方法として挙げている。12月1日に配信されたVer 1.0.4のアップデートによって修正された[37][38]。また、同アップデートでは他にも以下のような不具合が修正されている。
  - 桃鉄3年決戦!で「最下位カード」を使用して絶好調になると、最後まで絶好調のままゲームが進行する不具合
  - プレイヤーの持ち金が一定以上の状態で、「たいらのまさカード」を使用すると持ち金が正しい値にならない不具合
  - 「大阪万博」「東京オリンピック」「ラーメン日本一」イベントの臨時収入が正しく反映されないことがある不具合
- Ver 1.0.4において、「桃鉄10年トライアル!」のスコアが正しく集計されない不具合が存在した。公式サイトにて、次回アップデートによる修正が行われるまでの間は、他のモードでプレイすることを対処方法として挙げている[39]。12月24日に配信されたVer 1.1.0で修正されている[38]。また、同アップデートでは他にも以下のような不具合が修正されている。
  - プレイヤーの持ち金ウィンドウが正しく表示されないことがある不具合
  - 「地方へ!周遊カード」の売却価格が適切に設定されていなかった不具合
  - アカベコンとナマハーゲンが同じ月に出現した場合、ナマハーゲンが正しく表示されない不具合
  - プレイヤーの持ち金が一定以上の状態で、歴史ヒーローの福沢諭吉のイベントが発生すると持ち金が正しい値にならない不具合
  - その他、軽微な不具合

### 2021年
- 2021年2月18日に配信されたVer 1.1.1において以下のような機能追加・不具合修正が行われた[38]。
  - 「ネットで桃鉄」「近くで桃鉄」で代理COMに切り替わった際に自分の操作で復帰できるように機能追加。
  - 「ネットで桃鉄」「近くで桃鉄」で通信切断から復帰するために、翌月までゲームを進める必要があった処理をスキップできるよう機能追加。
  - 一時休憩用のスタンプを追加。
  - オートセーブの際にシステムデータがセーブされない不具合
  - 「孤軍奮闘カード」発動中なのに、歴史ヒーロー武蔵坊弁慶の「仁王立ち」が発動してしまう不具合
  - 借金状態になった際に「連帯保証人カード」が発動すると正しく金額が計算されない事がある不具合
  - 物件を独占していないのに歴史ヒーローが加勢してくる事がある不具合
  - 記念仙人出現のカウントが正しく行われない事がある不具合
  - 強奪できる物件がない物件駅に「強奪飛び周遊カード」「強奪飛びカード」で飛べる事がある不具合
  - その他、軽微な不具合
- 2021年4月22日に配信されたVer1.2.0において、以下のような機能追加やバランス調整、マップの訂正、不具合修正が行われた[38]。
  - マイレージサービスの機能が追加された。
  - 「桃鉄10年トライアル!」のルールが改定された（春季ランキング開始）。
  - ビッグボンビーが憑りついているプレイヤーは「徳政令カード」が使えなくなるように変更された。
  - 中華街で売られている物件「プロ野球チーム」の値段が80億円から81億円に値上げされた。
  - 遠軽と北見、五所川原と金木の場所が、現実の地図と位置が異なっていたため、マップが訂正され駅の位置が入れ替えられた。
  - 「…に行け!カード」が指定する駅に「強奪飛びカード」「強奪飛び周遊カード」を使用していった際に「…に行け!カード」が消滅しないことがあった不具合
  - 「キングボンビーの金庫」のイベントで、金庫が開かないことがあった不具合
  - その他、軽微な不具合
- 2021年6月3日に配信されたVer1.2.1において、以下のような不具合修正が行われた[38]。
  - 桃鉄10年トライアル！」において、古いバージョンの記録が、誤って登録されることがある不具合
  - 「ふるさとマイレージ」の締め切りまでの残り日数表示が実際よりも1日短く表示されていた不具合
  - 4人でプレイしていた「ネットで桃鉄」のセーブデータを3人で再開すると、エンディングで進行不能になることがあった不具合
  - 一度もインターネットに接続していない「桃鉄10年トライアル！」のデータの場合、マイルを正しく獲得できないことがあった不具合
  - その他、軽微な不具合
- 2021年7月20日に配信されたVer1.3.0において、以下のような機能追加や不具合修正が行われた[38]。
  - ランダムマッチで全国のプレイヤーと4部門のランキングを競い日本一を目指す「桃鉄GP2021夏」が追加された。
  - 「桃鉄10年トライアル！」で特殊ルール「桃太郎ランド争奪戦」が適用された。
  - マイル交換ショップに新商品が追加された。
  - 前回の「ふるさとランキング」で選ばれた上位5県（兵庫県・福岡県・愛知県・北海道・埼玉県）のマップ上に記念碑が追加された。
  - 記念碑の近くにある駅（神戸駅・博多駅・名古屋駅・苫小牧駅・熊谷駅）の目的地到着映像が駅固有の映像に変更された。
  - 「桃鉄10年トライアル！」で自己最高記録を下回った際に「自分の記録」への登録が行われない事がある不具合
  - その他、軽微な不具合
- 2021年8月16日に配信されたVer1.3.1において、桃鉄GP2021夏におけるルール変更や不具合修正が行われた[38]。
  - 桃鉄GP2021夏における、総合得点ランキングの計算式が変更された。
  - 桃鉄GP2021夏で、対戦を最後までプレイした場合に、ボーナスマイルが配布されるようになった。
  - 桃鉄GP2021夏で、対戦を途中中断した場合、60分経過するまで次の対戦に参加できないようになった。
  - 桃鉄GP2021夏で、プレイヤーターンに1回あたり180秒の時間制限が設定された。
  - 桃鉄GP2021夏で、マッチング時に自分以外のプレイヤー名等が表示されないように変更された。
  - 「桃鉄10年トライアル！」にて、記録の登録を行う際に、進行不能になることがある不具合
  - 「桃鉄GP2021夏」にて、通信切断が発生した場合、ランキング登録時に進行不能になったり記録や戦績が反映されないことがある不具合
  - 「桃鉄GP2021夏」にて、他プレイヤーの離脱から雷神に切り替わった際に、進行不能になることがある不具合
  - 「桃鉄GP2021夏」の「自分の記録」にて、アカウントのニックネームの変更が反映されない不具合
  - その他、軽微な不具合
- 2021年8月24日に配信されたVer1.3.2において、桃鉄GP2021夏ルール変更が行われ、対戦開始後に「メッセージ」「汽車」速度を「マッハ」「はやい」へ変更できるようになった[38]。
- 2021年12月2日に配信されたVer1.4.0において、以下のような機能追加や不具合修正が行われた[38]。
  - ランダムマッチで全国のプレイヤーと4部門のランキングを競い日本一を目指す「桃鉄GP2021冬」が追加された。
  - ゲーム中の駅看板や物件名等の様々な漢字の表示に対してふりがなを表示する機能が追加された。
  - 「桃鉄10年トライアル！」でランキング登録をするためのインターネット接続中に進行不能になる事がある不具合
  - その他、軽微な不具合
- 2021年12月17日に配信されたVer1.4.1において、以下のような不具合修正が行われた[38]。
  - 全物件を制覇して「黄金列車」に変化した後、空港・港を通過しようとするとゲームが進行不能になる不具合
  - 「桃鉄GP2021冬」の対戦終了時、通信環境の問題により対戦記録が正しくアップロードされないことがある不具合
  - 対戦開始時にエラーが発生し、ソフトが終了してしまうことがある不具合
  - その他、軽微な不具合

### 2022年
- 2022年3月24日に配信されたVer1.5.0において、以下のような不具合修正が行われた[38]。
  - 「桃鉄GP」だけでなく「フレンドと対戦！」「ゲストと対戦！」でも対戦完走ボーナスをもらえることがある不具合
  - 「強奪飛びカード（強奪飛び周遊カード）」を使用して「全物件独占」をした場合、次の月に遅れて記念仙人イベントが発生する不具合
  - 「もれちゃうぞカード」を使用した状態で「セキガハーラ」に飛ばされると、次のプレイヤーの移動終了時に遅れて「うんち」が落ちてくる不具合
  - 「もれちゃうぞカード」を使用した状態で「クリオネンネー」の効果によって睡眠状態になったとしても、「もれちゃうぞカード」の再行動が発動すると行動可能になる不具合
  - その他、軽微な不具合
- 2022年4月28日に配信されたver.1.6.0アップデートにおいて、以下の機能追加と不具合修正が行われた[38]。
  - 自社（KDE）より配信されているアプリ『実況パワフルプロ野球』とのコラボルールが配信開始。「桃鉄10年トライアル!」モードでは、お買い得になっている「プロ野球チーム」の物件を購入すると、ゲーム内で10月に開催される球団日本1を決めるイベントに参加できるようになり、優勝で100億円の臨時収入が獲得できる。また、「パワプロアプリ」内のミッションをクリアで、オリジナルデザイン列車「パワプロくん&ガンダー号」がゲットできるなどの要素が追加された。なお桃太郎シリーズの作品内に、他のゲーム作品のキャラクター[注 47]が登場するのは今回が初めての例となる[注 48]。
  - 新機能「アンコールモード」が登場。過去に開催された特殊ルールで遊べる新モードとなっており、アイドルグループ「ももいろクローバーZ」とのコラボも含まれている
  - 「ネットで桃鉄」で「乗っ取り放題カード」を6枚以上所持している状態で、物件駅のコマンドから「カード」を選択した際に進行不能になることがある不具合
  - その他、軽微な不具合
- 2022年5月19日に配信されたver.1.6.1アップデートにおいて、以下のような不具合修正が行われた[38]。
  - 「ひとりで桃鉄」「みんなで桃鉄」でスリの銀次に遭遇した際に進行停止になることがある不具合
  - その他、軽微な不具合

### 2023年
- 2023年7月20日に配信されたver.1.9.0アップデートにおいて、以下の機能追加と不具合修正が行われた[38]。
  - 『桃太郎電鉄 教育版 Lite ～日本っておもしろい！～』に実装されている、虫メガネで駅やランドマークの情報を表示できる「虫メガネで解説」機能を追加。
  - 『すこやかんぽ』コラボのオリジナル列車を追加。
  - 『桃太郎電鉄ワールド ～地球は希望でまわってる！～』記念オリジナル列車を追加。
  - 「ふるさとランキング」で投票候補だった全てのランドマークをマップ上に追加。
  - 「アンコールモード」に「Jリーグ桃鉄」と「スシロー桃鉄」を追加。
  - その他、軽微な不具合修正。

## 動画投稿に関して
動画配信に関してはプレイ動画の配信が公式に認められることが桝田のTwitterにて明らかにされ、発売前日となる2020年11月18日に動画投稿のガイドラインが公式サイトにて公開された。FacebookやYouTube、ニコニコ動画など、KDEが指定した動画共有サービスへのプレイ動画の投稿や配信、同サービスを利用した収益化が可能になった。KDEでは原則としてタイトルや収益の有無を問わず個人に対する配信許可は行わないとしていたため、KDEから発売されているゲームソフトとしては初めて公に個人に対する動画配信が認められているタイトルとなる。

## 販促イベント
発売直後から様々な団体・企業・テレビ番組・芸能人とのコラボレーションが行われている。
- 楽天が本ゲームの発売を記念したコラボイベント「桃鉄×楽天 全国を巡る大物産展」を2020年11月19日から同年12月25日まで開催した[45]。
- 東日本旅客鉄道（JR東日本）が東北新幹線の全線開業10周年を記念したコラボイベント「JR東日本×桃太郎電鉄 〜昭和 平成 令和も定番!〜スタンプラリー in 東北」を2020年11月20日から2021年2月28日にかけて開催した[46][47][48]。
- 横浜DeNAベイスターズは本ゲームとのコラボイベント「『桃太郎電鉄 〜昭和 平成 令和も定番!〜』スペシャルデー」を2021年5月1日（対東京ヤクルトスワローズ戦）に横浜スタジアムにて開催した[注 50][50]。
- 日本中央競馬会（JRA）は第88回日本ダービー開催[注 51]を記念したコラボイベント「桃太郎電鉄ダービー」を2021年5月17日から特設サイトにて公開した[51][52]。
- 九州旅客鉄道（JR九州）は、「SL人吉」用の車両[注 52]を使用した「SL桃鉄号」を、2022年3月26日から4月9日の土曜・日曜に鳥栖駅 - 熊本駅間で運行した[53]。
- 岡山市は、岡山電気軌道の路面電車である「MOMO」を使用したデストロイ号仕様のラッピング車両を、2022年7月22日から2023年3月末までの予定で岡山市内を運行する[54][55]。
- 東海旅客鉄道（JR東海）は、本ゲームとコラボレーションしたスマートフォン位置情報ゲーム「まるで桃鉄 by JR東海〜乗って、回して、億万長者!〜」を2023年1月30日から同年3月31日まで同社エリア内にて開催[56][57]。
- 第三セクター鉄道等協議会は2023年4月から2024年3月まで本ゲームのキャラクターがデザインされている桃鉄印と桃鉄印帳を加盟40社にて発売した[58][59]。
- 京都鉄道博物館は本ゲームとのコラボイベント「京都桃鉄博物館～目的地!京都鉄道博物館に到着です!～」を2023年7月15日から同年9月3日までの予定で開催する[60]。
- かんぽ生命保険は本ゲームとのコラボキャンペーン「楽しく歩こう、健康さんぽ 桃鉄コラボキャンペーン」を2023年7月20日から2024年3月29日までの予定で開催する[61]。

### メディア
- 『USA』から『20周年』、『2017』から本作で、CMキャラクターを務めるお笑いタレントの陣内智則が本作の発売を記念し、本作をネタにしたコント動画をYouTubeに投稿している[62]。陣内は過去にも『USA』をネタにしたコントを制作し、テレビ番組『桃の陣!』（『LIVE★桃の陣!』2004年11月23日放送）内で披露しており、ネタの中には今回のコント動画にも流用されているものもある[注 53]。
  - 2020年11月21日に第1弾、2021年5月29日に第2弾、2022年6月11日に完結編となる第3弾のネタ動画が公開され、桃鉄3年決戦をモチーフにしているところ、実際に足かけ3年かけネタが完成している。
- 毎日放送がKDEによる監修のもと、本ゲームの「桃鉄3年決戦!」において、サイコロの出た目に従い、実際にプレーヤーが全国各地の駅に移動するテレビ番組『日本一周!リアル桃鉄』を2020年12月21日深夜にTBS系列にて放送した[63][64]。
- この他にも『有吉ぃぃeeeee!そうだ!今からお前んチでゲームしない?』（テレビ東京制作）や『スイモクチャンネル』（BS-TBS制作）、『くりぃむクイズ ミラクル9』（テレビ朝日制作）などでも本ゲームとのコラボ企画が放送された[65][66][67]。

### フォトスポット
- 2021年3月、KDEは本ゲームの累計販売250万本突破を記念して、静岡県富士市川尻に「決算」と書かれた看板を同月末から同年5月9日まで設置した。同地は富士山や東海道新幹線が一望できるため、看板越しに富士山や新幹線を入れた上で撮影すると、本作の決算シーンが再現できることもあり、全国から本作のファンが多数訪れた[68][69][70][注 54]。
- 2021年6月28日、本ゲームのキャラクターをあしらったマンホールの蓋2種類が岡山県岡山市に設置された。2020年秋にKDEが同市とタイアップしてオンラインゲームの配信を始めたことが縁で実現した[71][72]。

### ももいろクローバーZ
KDEは2021年11月19日、アイドルグループ「ももいろクローバーZ」とのゲーム内コラボ「桃鉄GP 2021冬 ももクロ×サンタ杯 ももクロがサンタを連れてやってくる！」を同年冬に実施することを発表した。コラボ期間中は、本作のキャラクターデザインを手掛ける竹浪秀行による描きおろしイラストのももクロメンバー、それぞれのメンバーカラーのSL、ももクロメンバーの歌唱によるゲーム内のエンディングBGM「激闘の末に！」が流れるなど、ゲーム内にももクロの要素が追加される。同年11月27日にももクロメンバーが「桃鉄GP 2021冬 ももクロ×サンタ杯 ももクロがサンタを連れてやってくる！」を先行プレイする生配信が、ももクロのおよびKDEのYouTubeチャンネル、KDEの公式Twitterで実施されたさらにこのコラボを記念して、本作のBGMを一部手掛ける前山田健一作詞・作曲の「桃鉄GP 2021冬 ももクロ×サンタ杯 ももクロがサンタを連れてやってくる！」テーマソング『BUTTOBI!』の制作が決定し、同年12月24日から配信された。『BUTTOBI!』は、2022年5月17日発売予定のももクロ6枚目のフルアルバム『祝典』に収録される。

## 関連製品
サウンドトラック
- 2021年3月31日に日本コロムビアから『桃太郎電鉄 ～昭和 平成 令和も定番! ～ゲーム音楽集』が発売された。なお、限定生産特典として、ゲーム本編にてオリジナルSL「殿様うんち列車」が利用できるダウンロードコードが封入された。

書籍
- 2021年7月13日に宝島社から学習本『桃太郎電鉄でわかる都道府県大図鑑』が発売された。
- 桃太郎電鉄 〜昭和 平成 令和も定番!〜 公式ガイドブック（ファミ通書籍編集部、KADOKAWA Game Linkage、2020年11月19日）ISBN 978-4047335073

ボードゲーム
- 2021年10月21日にタカラトミーアーツから「桃太郎電鉄 〜昭和 平成 令和も定番！ ボードゲーム」が発売された。ただし、マップやルールは本ゲームのものを完全再現しているわけではなく、ボードゲーム用に簡略化されている。

メダルゲーム
- 2023年3月22日にコナミアミューズメントから「桃太郎電鉄 メダルゲームも定番!」が稼働開始された。

## 教育版
2022年9月15日に行われた『東京ゲームショウ2022』にて、教育現場向けに『桃太郎電鉄 教育版 Lite 〜日本っておもしろい！〜』をブラウザ版にて制作されることが発表された。桃太郎電鉄シリーズのゲーム性が、地理や経済を知るきっかけになったという声が多く寄せられたことが、本作の制作に至ったという。2023年1月24日から正式にサービスが開始され、教育現場に対しては無料で提供される。基本的には本ゲームをベースとしているが、学校授業の教材として使用されることを前提としているため、それに合わせた調整がなされる。本ゲームとの主な違いは以下の通りである。
- ゲーム設定（プレイするモード、人数、年数、時間制限、中断など）は教職員専用の管理ツールで行う。
- 各駅の地理情報および各アイコンのランドマーク情報が表示されるシステムを追加（2023年7月20日から本ゲームにも逆輸入）。
- 地方を限定してプレイできるモードを追加（「全国」に加え、「北海道」「東北」「関東」「中部」「近畿」「中国・四国」「九州・沖縄」の計8つ）。
- 貧乏神が出現しない（公式ニュースリリースでは第1作目『桃太郎電鉄』以来と発表されているが、正確には誤り[注 55]）。
- 攻撃系カードで相手プレイヤーを指名できない（第7作目『桃太郎電鉄7』以来）。
- スリの銀次が出現しない（2023年3月28日から）。
- 物件駅の物件データを編集できる機能を追加（2023年12月7日から）。
- ふりがな表示機能を追加（2024年3月15日から。ただし、この機能は本ゲームにおいて既に実装済みであるため、教育版のオリジナル機能ではない）。
- マイナス駅での8倍または10倍支出が発生しない（2024年3月15日から）。
- 「全国」でプレイする際に、スタート地点がランダムになる（2024年3月15日から）。
- 任意の駅や物件を編集できる機能「マイ桃鉄」を追加（2025年4月1日から）。

また、開発にはエデュテイメントプロデューサーとしてグローバル・ティーチャー賞2019に選出された正頭英和もかかわっており、教育専門ニュースサイト「朝日新聞EduA」とのインタビューの中で、単なる地理の勉強だけではなく、チームで協力することによって論理的な思考や問題を発見する力の向上への期待をみせており、教科書との併用を望む旨を述べている。
リリースの発表から2022年12月13日までの時点に、教員や教育委員会、および地方自治体から約1,500件の問い合わせが寄せられた。
2024年8月時点で、導入は1万校を超え、今後は「特定の町を追加できる機能」のアップ・デートや、『桃太郎電鉄ワールド 〜地球は希望でまわってる!〜』をベースとした教育版の導入を検討しているとのこと。